# Catopta grumi
Catopta dusii is een vlinder uit de familie van de houtboorders (Cossidae). De wetenschappelijke naam van de soort werd voor het eerst geldig gepubliceerd in 2009 door Roman Yakovlev.